# Myopsyche
Myopsyche is een geslacht van vlinders van de familie spinneruilen (Erebidae), uit de onderfamilie Arctiinae.

## Soorten
- M. alluaudi (Oberthür, 1911)
- M. blandina (Oberthür, 1893)
- M. bokomae Kiriakoff, 1954
- M. cytogaster (Holland, 1893)
- M. elachista (Holland, 1893)
- M. fulvibasalis (Hampson, 1918)
- M. idda (Plötz, 1880)
- M. kivensis Dufrane, 1945
- M. langi Holland, 1920
- M. makomensis Strand, 1912
- M. miserabilis (Holland, 1893)
- M. nervalis Strand, 1912
- M. nigrita (Kiriakoff, 1961)
- M. notoplagia Hampson, 1898
- M. ochsenheimeri (Boisduval, 1829)
- M. pallidicincta Kiriakoff, 1954
- M. puncticincta (Holland, 1893)
- M. sankuruica Kiriakoff, 1954
- M. victorina (Plötz, 1880)
- M. xanthopleura (Holland, 1898)
- M. xanthosoma Hampson, 1907